# Işıklar (Kızıltepe)
Işıklar (Koerdisch: İbrahimiye of Birahîmiyê) is een dorp in het district Kızıltepe van de provincie Mardin in het zuidoosten van Turkije. Historisch gezien werd het bewoond door Aramese christenen.
In juni 2021 vond er een gewelddadige aanval plaats in Işıklar, waarbij een groep van ongeveer 50 Koerdische moslims de familie Yilmaz, de laatste overgebleven christelijke familie in het dorp, aanviel. Dit gebeurde nadat de familie Yilmaz de eerste religieuze dienst in de gerestaureerde Mor Gevargis-kerk had gevierd, die meer dan een eeuw verlaten was. De aanvallers, gewapend met stokken en stenen, staken ook de velden van de familie in brand en bedreigden hen om het dorp te verlaten. De Turkse politie greep in en arresteerde verschillende aanvallers. Het incident bracht de aanhoudende spanningen en landgeschillen tussen de christelijke minderheid in de regio aan het licht.